# پریچی (فیلم)
پریچی (به هندی: Parichay) و معرفی (به انگلیسی: Introduction) فیلمی هندی محصول سال ۱۹۷۲ و به کارگردانی گلزار است. در این فیلم بازیگرانی همچون جیتندرا، جایا باچان، پران، سانجیو کومار، وینا، آسرانی، ای. کی. هانگال، لیلا میشارا و وینود کانا ایفای نقش کرده‌اند.